# 新柏林鎮區 (伊利諾伊州桑加蒙縣)
新柏林鎮區（英語：New Berlin Township）是位於美國伊利諾伊州桑加蒙縣的一個行政鎮區。

## 地方資料
根據2010年美國人口普查的數據，新柏林鎮區的面積為80.90平方千米，當中陸地面積為80.70平方千米，而水域面積為0.20平方千米。當地共有人口1522人，而人口密度為每平方千米18.81人。